# 岐阜県庁裏金問題
岐阜県庁裏金問題（ぎふけんちょううらがねもんだい）は、岐阜県において県職員や組合、県教委が組織的に裏金を集め、使われていた不祥事である。2006年7月に発覚。第三者による検討委員会は1992年度からの12年間で約17億円の裏金があったと報告し、監査をする側の監査委員事務局からも裏金が見つかっている。自治体としては過去に例のない規模の処分が行われ、裏金問題としては初めて懲戒免職の処分が行われた。

## 日本の裏金問題
日本において裏金を作ることは以前は珍しいことではなかった。中央官庁・警察・地方自治体・教育委員会等において、情報公開条例の制定をきっかけとして、各地で裏金の存在が明らかとなった。特に1995年に官官接待やカラ出張が各地で問題となり、全国的にこの問題が明るみに出た。1998年8月に全国市民オンブズマン連絡会議が実施した調査では、自主調査を行った28都道府県のうち25都道府県で計436億6308万円の不正支出があったと報告した。なお、岐阜県は「裏金問題は調査せず」と回答していた。

## 岐阜県における裏金
1960年の半ばにはすでに存在していたと言われており、1994年度まで県組織のほぼ全体で行われてきたという。
全国的に官官接待やカラ出張が注目された1995年度に、県は旅費や食糧費の支出について「不適正な事例はない」などと裏金の存在を正式に否定してきた。また、1995年4月に岐阜県情報公開条例が施行されたことで、裏金作りが抑制され、さらに、全国で市民オンブズマンが相次いで自治体の食糧費の情報公開を求めたために、県の出納当局から課に対しプール金を使わないように指示があったとされる。

### 裏金作り
架空請求による裏金作りは、大半が旅費であり、庶務係が架空の旅行命令書を作成し、旅費を現金で受け取っていた。他にも、食糧費の架空の支出命令書を作成し、食糧費をいったん飲食店に振り込んだ「預かり金」を正規の予算では支出できない官官接待や、幹部ら職員間の飲食費に充てられたり、現金で飲食店からバックさせていた。同様に、消耗品費、印刷製本費などでも裏金をつくり、業者への預かり金として裏金を作っていた。

### 外郭団体
県組織のみならず、外郭団体や実行委員会の13団体が1992年度から2000年度までの9年間に総額4769万8000円の裏金をつくっていたことが明らかになった。県費を財源として裏金を捻出していた9団体は、2007年9月3日までに利息を含む約3420万円を返還した。

### 裏金の発覚(2000-2001)
- 2000年5月に県立衛生専門学校のカラ出張による裏金工作が発覚。同校の会計担当次長ら20人が処分された。
- 2001年2月に中山間地農業試験場・高冷地農業試験場で裏金工作が発覚。諭旨免職の3人を含む39人が処分された。元岐阜県知事の梶原拓も3か月間の給料を10%減額、2人の副知事と出納長も給料の10%を自主返納した。

## 裏金の隠蔽

### 職員組合
職員組合の管理口座に最初に裏金を移したのは1999年1～3月頃。県庁組織・機構再編を前に、管理していた裏金の行方が分からなくなることを回避するため、裏金の存在が表面化することによる行政に対する批判の高まりを懸念し、本庁の裏金を県の監査が及ばない職員組合に移された。
そして再び、ペイオフ解禁を前にした2001年3～6月頃。同一預金者の複数の口座情報を一つにまとめる「名寄せ」が行われることにより、各課の裏金の存在が表面化するのを避けるために各部署の裏金が職員組合に移された。
また、高校で徴収したPTA会費や寄付金のうち使われずに残ったプール金を、学校の修繕費としてあてられるはずが裏金と同じ扱いとして、組合に移し替えてしまった例もあった。
検討委員会の報告によると約2億7000万円が集約されたという。

### その他
使用
各課で集められた裏金の一部は、官官接待費用、親睦会費、餞別費、予算外の備品などに使われ、組合に移された裏金の一部は、組合基金特別会計、職務関連訴訟等特別会計、イベント等チケット購入、多重債務職員への貸し付け、県の裏金づくりに協力し倒産した企業への助成などに使われた。また、個人流用され私的に費消した例もあった。
寄付
寄付として国連児童基金（ユニセフ）や岐阜新聞社を始め、複数の慈善団体などへの寄付金に充てられていた。ユニセフなどは明確となった額を全額返還するとした。
焼却・廃棄
処理の困った裏金のうち、現金紙幣が焼却されたり、廃棄されていたケースがあることが分かり、全国に波紋を広げた。また、実は費消していたのを隠すために虚偽の報告をした例もあった。
保管
退職した職員を含む関係者が保有していた裏金は、現金や預金で管理。現金は各部署の金庫に保管されていたほか、取引業者への預け金などの方法で管理していた他、自宅で保管していたものもいた。

## 1998年以後の裏金作り
ほとんどの部署が裏金づくりをやめた1998年度から2000年度の間に裏金を捻出していたのは、処分済みの3所属のほか農業総合研究センター、伊自良青少年の家であり、さらに地方労働委員会事務局の職員が2002年から2003年度にかけ、約7万円をカラ出張の旅費で裏金を作っていた。
これ以後は裏金作りはなくなったとされる。

## 裏金の返還
プール資金問題検討委員会は、1992年度から2003年度までの12年間の裏金は総額16億9722万1000円（推計）で、県への返還総額は、利子を含め19億1775万円と報告し、うち14億4520万円について退職管理職が6割の8億6712万円、現職管理職が4割の5億7808万円を負担。残る4億7255万円は組合か、個人保有などの職員が返還するように提言をした。
（通常、裏金の利息は法定利息（年5%）が適用される。岐阜県では住民が税金を滞納すると年14.6%の利息が加算される。）
元知事の梶原拓は、検討委員会が「最も責任が重い」と指摘した8人で退職管理職が返還する額の1割強にあたる1億505万円を分担。自身は3700万円を返還し、元副知事の森元恒雄（元：自民党参議院議員）は1850万円を返還した。
現職員の負担分は10月末に銀行借り入れで一括返還した。借り入れ分はポスト・リレー方式により10年間で返済する予定である。
一方、退職幹部・管理職の返還は、2007年5月9日に全額の返還を終えたものの、1992年度以降の1418人いる元職員のうち、216人が返還しておらず、返還した金額には、返還対象外の1985年度から1991年度までに退職した約420人の返還協力金の他、一般県民有志からの協力金約4000万円が含まれている。

### 新潟県知事の対応
2003年から2004年にかけて経済産業省から県庁に出向していた新潟県知事の泉田裕彦は、105万円の返還を割り当てられたが、2006年12月12日に「留保文書」を発表し自身の関与を否定、責任はないとして返還を留保し、さらに岐阜県庁の対応を批判し、謝罪を求めた。これに対し、自民党新潟県連幹事長や複数の新潟県議、さらに岐阜県知事の古田肇らから対応を疑問視され、苦言を呈する声や、返還請求に応じた岐阜県庁OBの中から、「お世話になった岐阜県の再生のために払うべき」などと批判する声が出た。また、裏金問題を担当する岐阜県の総務部長が同知事の新産業労働局長時代の部下が裏金を保管していたと公表した。
泉田裕彦知事は「私に監督責任があるかどうか分からない」として返還を留保する姿勢を崩さず、新潟県庁HPに批判のコメントを載せている。

## 処分
この問題に関連して4379人が処分された。これは知事部局と教育委員会も合わせた県庁の全職員7721人の56.7%にあたる人数である。職員組合に裏金を移すことに関わったり、多額の裏金を消費した職員を懲戒免職としたが、裏金問題に関わって懲戒免職となるのは日本で初めてとなる。また、課長級以上の管理職は減給などの懲戒処分、課長補佐・主査の全員に訓告・厳重注意を行った。古田知事は1年間の給料を50%の減額をするとし、副知事や出納長などが辞任した。
また、処分に伴う人事異動により外郭団体への出向が決まっていた県総務部長が、県庁内の自室で自殺する事件が起きた。
一方、10年以上前の問題のため、退職した職員には地方公務員法により実質的な処分ができていないという問題が指摘されている。
また、処分を受けた職員からも処分を取り消すように求める動きもある。裏金の集約を担ったとして懲戒免職処分となった元岐阜振興局長が処分取り消しなどを求めた訴訟では「裏金の集約の意思決定には全く関与しておらず、従属的な立場であった。また集約の目的は裏金を管理する職員の精神的負担を軽減するためと認識していたため、裏金の隠蔽工作に深く関わったとの処分理由は著しく一面的であり、懲戒免職は妥当性を欠く」と判断されて、懲戒免職取り消しが確定した。

## 知事・副知事の関与
梶原拓は、組合に裏金を移したことについての自身の関与を否定したが、森元恒雄は、知事の了解もいただいていたと証言し、第三者による検討委員会は副知事からの裏金の点検をしないようにとの進言を受け、了承したと認定している。
また、梶原が東京に出張した際のホテル代に裏金が充てられたと指摘を受けた問題については、カードで決済していたため裏金の入る余地はないと否定したが、第三者による検討委員会はカードで直接支払うようになったのは1996年度途中からで、それ以前は宿泊費の一部に裏金が充てられていたとしている。

## 1991年以前の責任
裏金調査の対象期間について、1991年度以前は書類すらなく記憶に頼るしかなかったため推計できないと説明しているが、二つの市民団体などが、民法の不法行為における損害賠償請求の期限である20年前までさかのぼるべきだとし、1986年度以降の20年間の裏金、45億6960万1000円（推計）及び遅延損害金の返還などを求める住民監査請求が行われた。後に却下されたため住民訴訟を提訴している。また、梶原拓前知事に対し退職金約1億8000万円の全額返還を求めている。

## 誤報問題
2008年11月23日の『真相報道 バンキシャ!』（日本テレビ）において、建設会社役員が「岐阜県職員があらかじめ準備した裏金を架空名義の口座に振り込んだ」などの告発内容を放送。その後、役員が公金詐欺事件で逮捕・起訴され、発言内容が虚偽だったことを明らかにした。この事実を把握した日本テレビは、2009年3月1日の番組内で訂正放送を実施。訂正放送実施後には、会社役員が番組で発言した内容に対する偽計業務妨害罪の疑いで逮捕されるなどの問題に発展した。
放送倫理・番組向上機構（BPO）の放送倫理検証委員会は、この誤報問題を審議入りし、2009年7月30日に重大な放送倫理違反があったとして、検証番組の制作や検証結果の公表などを勧告した。